# Holenderska interwencja na Bali (1908)

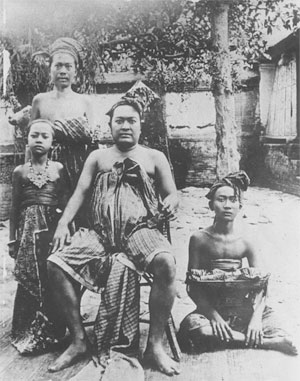
Dewa Agung w 1908 roku

Holenderska interwencja na Bali (1908) – interwencja Holandii na wyspie Bali, która oznaczała ostateczny etap kontroli kolonialnej Holendrów nad wyspą Bali w Indonezji. Była to siódma i ostatnia interwencja wojskowa na Bali, która nastąpiła po tej w roku 1906.
Interwencja rozpoczęła się w związku z buntem Balijczyków przeciwko próbom Holendrów wprowadzenia monopolu na opium. Radża Karangasem sprzeciwiał się temu monopolowi kierując zamieszkami w stolicy Klungkungu. Zamieszki wybuchły też w Gelgel, gdzie Balijczycy zabili jawajskiego handlarza opium.
Holendrzy wysłali wojsko, aby stłumić zamieszki. W Gelgel zabili 100 Balijczyków, zmuszając radżę do ucieczki do Klungkungu. Następnie Holendrzy zbombardowali miasto Klungkung.
Ostatni akt interwencji miał miejsce 18 kwietnia 1908 roku, kiedy to Dewa Agung Jambe, radża Klungkungu, w towarzystwie 200 swoich zwolenników dokonał desperackiej próby nawiązania walki z Holendrami. Ubrany na biało i uzbrojony w legendarny kris, miał według proroctwa dokonać spustoszenia w szeregach wroga. Jednak proroctwo nie spełniło się i radża został natychmiast zastrzelony przez Holendrów. Natychmiast po tym sześć żon króla dokonało ceremonialnego samobójstwa, zwanego puputan, zabijając się nawzajem za pomocą sztyletów kris i wkrótce po nich dokonali tego pozostali Balijczycy, którzy brali udział w marszu.
Holendrzy zrównali z ziemią pałac królewski, a ponieważ Klungkung przeszedł pod władzę holenderską, to radża Bangli poddał się i w październiku 1908 roku poprosił o holenderski protektorat, tak jak to uczyniły prowincje Gianyar i Karangasem. Wydarzenia te zakończyły powstania Balijczyków wobec Holendrów.